# Le 33 strategie della guerra
Le 33 strategie della guerra (titolo originale: The 33 Strategies of War) è un libro del 2006 scritto dall'autore americano Robert Greene, descritto come "una guida per il gioco sociale della vita quotidiana, informata dai ... principi militari in guerra".
Il libro è composto da discussioni ed esempi sulle strategie offensive e difensive di una grande varietà di persone e condizioni, applicandoli ai conflitti sociali come litigi familiari e trattative commerciali.

## Accoglienza
The Independent ha detto che Greene si è definito un "Machiavelli dei tempi moderni" ma che "non è mai chiaro se crede davvero a ciò che scrive o se è solo il suo routine ridicolo". e conclude "C'è qualcosa di meno di un adulto su tutto." James G. Stavridis sostiene che il libro aveva una buona ampiezza, ma mancava di profondità
Il teorico e autore John Adair ha detto che Greene "mostra una scarsa comprensione dell'argomento" e il libro si basa sull'ipotesi errate che l'arte della strategia militare e l'arte di vivere siano paragonabili. Secondo il Booklist il libro è ripetitivo, privo di senso dell'umorismo e aveva un fastidioso "tono quasi-spirituale".
Il giocatore di pallacanestro Chris Bosh ha dichiarato che il suo libro preferito è Le 33 strategie della guerra.
Nel libro, Greene scrive che "l'Afghanistan era ricco di gas naturale e di altro minerale e aveva porti sull'Oceano Indiano": l'Afghanistan è circondato da terre. Si dice che i racconti politici del libro siano "per lo più ridicoli o semplicemente sbagliati".
Il libro ha venduto più di 200 000 copie.